# Adair (Oklahoma)
Adair – miasto w Stanach Zjednoczonych, w stanie Oklahoma, w hrabstwie Mayes.